# (1467) Mashona
(1467) Mashona est un astéroïde de la ceinture principale.

## Description
(1467) Mashona est un astéroïde de la ceinture principale. Il fut découvert le 30 juillet 1938 à Johannesbourg par Cyril V. Jackson. Il présente une orbite caractérisée par un demi-grand axe de 3,38 UA, une excentricité de 0,13 et une inclinaison de 22,0° par rapport à l'écliptique.

## Compléments